# Monochamus binigromaculatus
Monochamus binigromaculatus là một loài bọ cánh cứng trong họ Cerambycidae.